# Christian Rizzo
Christian Rizzo (Cannes, 1965) is een Franse choreograaf, decorontwerper, regisseur en beeldend kunstenaar. Sinds 2015 is hij directeur van het  Institut Chorégraphique International (ICI-CCN).

## Biografie
Rizzo groeide op in Toulouse. Z'n vader was tegelzetter en z'n moeder secretaresse. Na de middelbare school startte hij een rockbandje, ontwierp kleren en ging naar de kunstschool Villa d'Arson in Nice. Hij danste vaak in clubs, maar daarnaast had hij geen ervaring met dans. In 1991 vergezelde hij een vriend die auditie ging doen voor een dansvoorstelling. De choreografe Mathilde Monnier zag iets in hem en hij mocht meedoen in twee van haar voorstellingen.  
Tijdens de daaropvolgende jaren werkte hij met choreografen als Hervé Robbe, Mark Tompkins, Georges Appaix, Vera Mantero, Catherine Contour, Emmanuelle Huynh en Rachid Ouramdane. Hij maakte ook soundtracks voor hen of ontwierp costumes voor hun voorstellingen.
In 1996 richtte hij z'n eigen gezelschap op: L'Association Fragile. Hier werkte hij vaak samen met Caty Olive voor het licht en met Gerôme Nox voor de muziek. In 1997 maakte hij zijn eerste solo: "Y'la". Doordat in zijn voorstellingen meer 'beweging' zit dan 'dans' in de strikte zin van het woord, doopten de Franse critici zijn stijl "non-dance". Andere choreografen, zoals Jérôme Bel en Ouramdane, kregen dat label ook. Zelf verklaarde Rizzo aan de New York Times: "Wat ik doe is geen 'non-dance', maar 'yes-dance'."
"Projet-type(s)", een "performance object voor een glazen ruimte", voor Ville de Paris, volgde in 1997. In 1998 creëerde hij performances in Lissabon: "Hello Dolly" en "Objet dansant n° 1". Later volgden nog verschillende "objets dansant".
  

Rizzo werd in 2003 artist in residence in het École Supérieure des Beaux-Arts de Toulouse. In 2004 maakte hij de scenografie voor de tentoonstelling "Le Cas du sac" voor modehuis Hermès in het Musée des arts décoratifs in Parijs. De directeur van het Ballet van de Opéra de Lyon, Yorgos Loukos, nodigde hem datzelfde jaar uit om een voorstelling te maken. Hij bestudeerde de techniek van de klassiek geschoolde dansers. Hoewel het geen klassiek ballet is, zie je in zijn choreografie "Ni Fleurs, Ni Ford. Mustang" (2004) "hun volledige training in het kleinste gebaar". In 2009 maakte Rizzo een tweede voorstelling op vraag van Loukos: "Ni Cap, ni Grand Canyon". 
In 2007 creëerde hij in samenwerking met ontwerper David Dubois de scenografie voor een reizende tentoonstelling ter gelegenheid van de 20e verjaardag van het Christian Lacroix modehuis.
Tussen 2007 en 2012 was Rizzo artiste associé bij de Opera van Lille. In 2010-11 was hij ook artiste associé in deSingel in Antwerpen waar hij tentoonstellingen, evenementen en shows organiseerde.
In 2010 maakte hij drie voorstellingen voor het Théâtre du Capitole in Toulouse: "Erwartung" en "Pierrot lunaire" van Schönberg en "La Voix humaine" van Francis Poulenc kregen een nieuwe enscenering, choreografie, scenografie en kostuums. In 2012 bewerkte hij ook "Tannhaüser" van Richard Wagner voor Théâtre du Capitole.
Voor "Le bénéfice du doute" (2013), een "dansstuk met een groot plastisch gehalte en subtiel gebruik van 'contact improvisation'", werkte hij samen met componist Robin Rimbaud, ook gekend als elektronische artiest Scanner.
Rizzo werd in januari 2015 directeur van de afdeling Montpellier-Occitanie van het Centre Chorégraphique National, dat hij omvormde tot het Institut Chorégraphique International (ICI-CCN). Deze organisatie biedt ruimte en ondersteuning voor alles wat met hedendaagse dans te maken heeft, waaronder creatie, lessen en reflectie.
In 2017 was hij gastprogrammator van het International DecemberDance Festival van het Concertgebouw Brugge. In 2019 deed hij hetzelfde voor het Danse en Mai festival van L'Empreinte - Scène nationale Brive-Tulle.
Rizzo ontwikkelde een sterke culturele band met Taiwan. Hij voerde zijn shows op in Taipei, gaf creatieve workshops en leidde artistieke samenwerkingen. Hij was artistiek leider van de 2018 editie van het TIFA (Taiwan International Festival of Arts), georganiseerd door het Taichung Opera-Theater. In 2018 won hij ook de Taiwan-France Cultural Award, die uitgereikt werd door het Taiwanese Ministerie van Cultuur.

## Oeuvre
- 1997: Y'là, solo
- 1997: "projet-type(s)"
- 1999: "100% polyester, objet dansant n°(à définir)"
- 1999: "hello dolly"
- 2001: "et pourquoi pas"
- 2001: "un mensonge (deux nuits d’été)"
- 2002: "Skull Kult" (solo voor Rachid Ouramdane)
- 2002: "+ si affinités"
- 2003: "avant un mois je serai revenu et nous irons ensemble en matinée, tu sais, voir la comédie où je t'ai promis de te conduire"
- 2004: "ni fleurs, ni ford mustang"
- 2004: "autant vouloir le bleu du ciel et m’en aller sur un âne"
- 2005: "soit le puits était profond, soit ils tombaient très lentement, car ils eurent le temps de regarder tout autour"[29]
- 2005: "comme crâne comme culte" (solo voor Jean-Baptiste André)
- 2005: "In(out)-formal"
- 2006: "jusqu'à la dernière minute, on a espéré que certains n'iraient pas"
- 2006: "love, letters and vanities" (residentie / expo / performance in Taipei Artist Village, Taiwan)
- 2007: "BC, janvier 1545, Fontainebleau" (solo voor Julie Guibert)[30]
- 2007: "toutes sortes de déserts" (voor compagnie Via Katlehong en Festival d'Automne à Paris)
- 2007: "opéra(tion)-remix" (voor Opéra de Lille)
- 2007: "fantômes et vanités" (voor la Cinémathèque de la Danse)
- 2007: "mon amour"[31]
- 2008: "comment dire ici? / How to Say Here?" (met compagnie Forum Dance van Taipei)
- 2008: "I-Fang Lin/Christian Rizzo" (solo voor I-Fang Lin op het Festival van Avignon)
- 2009: "ni cap, ni grand canyon"
- 2009: "here, we are now" (samenwerking met Iuan-Hau Chiang)
- 2009: "qui va là?" (voor Opéra de Lille)
- 2010: "l'oubli, toucher du bois"[32]
- 2010: "Erwartung" en "Pierrot lunaire" en "La Voix humaine"[33]
- 2010: "as me as a dog as..." (fotoserie voor Yokohama France Vidéo Collection 2010, Japan)
- 2010: "Comme crâne - Comme culte"[34]
- 2010: "Une heure avec"[35]
- 2010: "IL 120609"[36]
- 2010: "Singel Man" (video-installatie in deSingel)[37]
- 2011: "Tourcoing-Taipei-Tokyo" (drie installaties - "IL", "fom 1" en "paysage" in samenwerking met Iuan-Hau Chiang)
- 2012: "le bénéfice du doute"[38]
- 2012: "Tannhäuser"[39]
- 2012: "sakinan göze çöp batar / c'est l'œil que tu protèges qui sera perforé" (solo voor Kerem Gelebek)[40]
- 2012: "Néo-fiction" (installatie met Sophie Laly, Seattle)[41]
- 2012: "de quoi tenir jusqu'à l'ombre" (met la Compagnie de l'Oiseau-Mouche)[42]
- 2013: "d'après une histoire vraie"[43]
- 2014: "ou pas" (Ballet Nationale de Marseille)[44]
- 2014: "le journal d'un disparu" (van Leoš Janáček, voor Opéra de Lille)[45]
- 2015: "ad noctum" (duo voor Julie Guilbert en Kerem Gelebek)[46]
- 2016: "avant la nuit dernière" (installatie voor la Fondation Hermès, in het kader van la Nuit Blanche à Paris (Cour de l'Hôtel Dieu))[47]
- 2016: "le syndrome Ian"[48]
- 2017: "d'à côté"[49]
- 2017: "quelque chose suit son cours..." (expositie in Taipei)[50]
- 2018: "d'après nature"[51]
- 2019: "une maison"[52]
- 2019: "MAGMA" (met Marie-Agnès Gillot en Andrés Marin)[53]
- 2020: "en son lieu" (solo voor Nicolas Fayol)[54]
- 2022: "miramar"[55]

## Onderscheidingen
- 2003 - Prix de la révélation chorégraphique de l'année du Syndicat de la critique.
- 2013 - Grand prix Danse de l'année du syndicat de la critique pour l'ensemble de son oeuvre.
- 2013 - Prix chorégraphie de la Société des auteurs et compositeurs dramatiques voor "d'après une histoire vraie".[56]
- 2014 - Officier dans l'Ordre des Arts et des Lettres.[57]
- 2016 - Laureaat van de Prix Ballet - FEDORA - Van Cleef & Arpels voor "le syndrome ian".[58]
- 2017 - Prix culturel franco-taïwanais.[59]
- 2020 - Grand prix de la danse du Syndicat de la critique voor "une maison".[60][61]